# Square du Roule
Le square du Roule est une voie privée en impasse du 8e arrondissement de Paris. 

## Situation et accès
Il s'ouvre au 223, rue du Faubourg-Saint-Honoré.

## Origine du nom
Elle porte ce nom car elle débouchait autrefois rue du Faubourg-du-Roule.

## Historique
Le square du Roule a été créé vers 1880 sur l'emplacement du vaste dépôt de la Compagnie générale des omnibus, qui disposait d'une autre sortie vers l'avenue de Wagram (voir « Villa Nouvelle »). Il est bordé d'immeubles homogènes de style haussmannien. La voie débouchant sur la rue du Faubourg-du-Roule (aujourd'hui rue du Faubourg-Saint-Honoré) a été nommée « square du Roule ».
Après avoir changé plusieurs fois de propriétaire, cet ensemble immobilier a été vendu « à la découpe » à partir de 2006, suscitant les protestations des locataires dont certains sont célèbres, comme l’actrice Jeanne Moreau, qui y résidait depuis 1992 et y est morte, l'ancien ministre Jean-Jacques Aillagon, le chanteur Gérard Lenorman ou le rappeur/acteur JoeyStarr.
Dans le cadre de cette opération, la société Westbrook avait acquis 113 logements, correspondant aux immeubles no 1 à no 7, pour 79 millions d'euros (3 800 euros le m2), le 28 mai 2003 pour les proposer aux locataires, un an plus tard, à un prix variant entre 4 500 et 5 900 euros le m2, soit une plus-value de près de 40 %, La société a toutefois dû rabattre ses prétentions financières devant la mobilisation des locataires.

## Bâtiments remarquables et lieux de mémoire

### Personnalités ayant habité au square du Roule

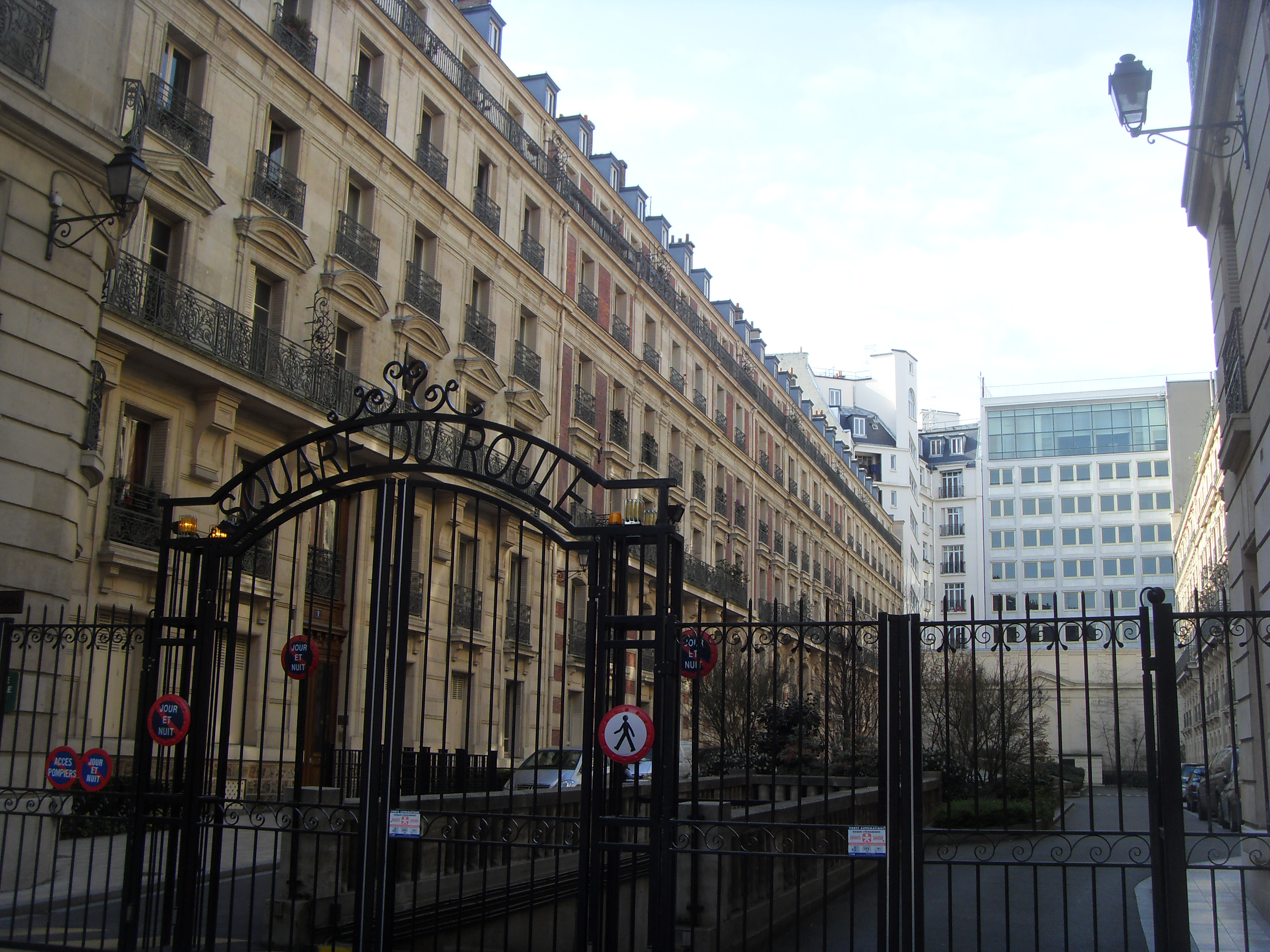
Grille d'accès au square en 2011.

- Jean-Jacques Aillagon, ancien ministre
- Lucien de Vissec, écrivain, au no 4
- Gérard Lenorman, chanteur
- Jeanne Moreau, actrice de cinéma
- JoeyStarr, acteur/chanteur
- Marie Roubaud de Cournand, compositrice
- Rose Caron, cantatrice française, au no 4